# Ptilinop de Rivoli
El ptilinop de Rivoli (Ptilinopus rivoli) és una espècie d'ocell de la família dels colúmbids (Columbidae) que habita zones boscoses des de les Moluques cap a l'est, per les illes Raja Ampat, Nova Guinea i moltes illes properes, i els arxipèlags D'Entrecasteaux, Louisiade, Bismarck i Trobriand.